# La patrulla del coronel Jackson
 La patrulla del coronel Jackson  (original: Back to Bataan) és una pel·lícula estatunidenca dirigida per Edward Dmytryk el 1945 i doblada al català.

## Argument
La Segona Guerra Mundial, a les Filipines. La història comença el 30 de gener de 1945, a l'illa de Luzon, amb l'alliberament de Cabanatuan, un camp de presoners de guerra de l'exèrcit imperial japonès. Aquesta operació ha estat conduïda pel capità Andrés Bonifacio (Jr.), net d'Andrés Bonifacio, un heroi de la revolució filipina, contra l'opinió del seu superior, el coronel Joseph Madden. Aviat, aquest últim rep l'ordre de dur a terme a Luçon operacions de guerrilla, en col·laboració amb els resistents filipins. Hi ajudarà Dalisay Delgado (promesa de Bonifacio), que treballa en aparença per a l'administració a sou de l'imperi Japonès. Aquesta guerrilla es posa en marxa en previsió de les operacions de desembarcament americanes que constitueixen l'inici de la Campanya de les Filipines(1944–1945).

## Repartiment
- John Wayne: El coronel Joseph Madden
- Anthony Quinn: El capità Andrés Bonifacio
- Beulah Bondi: Bertha Barnes
- Fely Franquelli: Dalisay Delgado
- Richard Loo: El major Hasko
- Philip Ahn: El coronel Coroki
- Alex Havier (als crèdits J. Alex Havier): El sergent Bernessa
- 'Duckie' Louie: Maximo Cuenca
- Lawrence Tierney: El capità de corbeta Waite
- Leonard Strong: El general Homma
- Paul Fix: Bindle Jackson
- Abner Biberman: El capità japonès
- Vladimir Sokoloff: Señor Buenaventura J. Bello
- John Miljan (no surt als crèdits): El general Jonathan 'Skinny' Wainwright